# 蚌埠公交156路
蚌埠公交156路，是中国安徽省蚌埠市的一条公交线路，由张公山开往家博城，由蚌埠市公共交通集团有限公司管理、运营。

## 历史

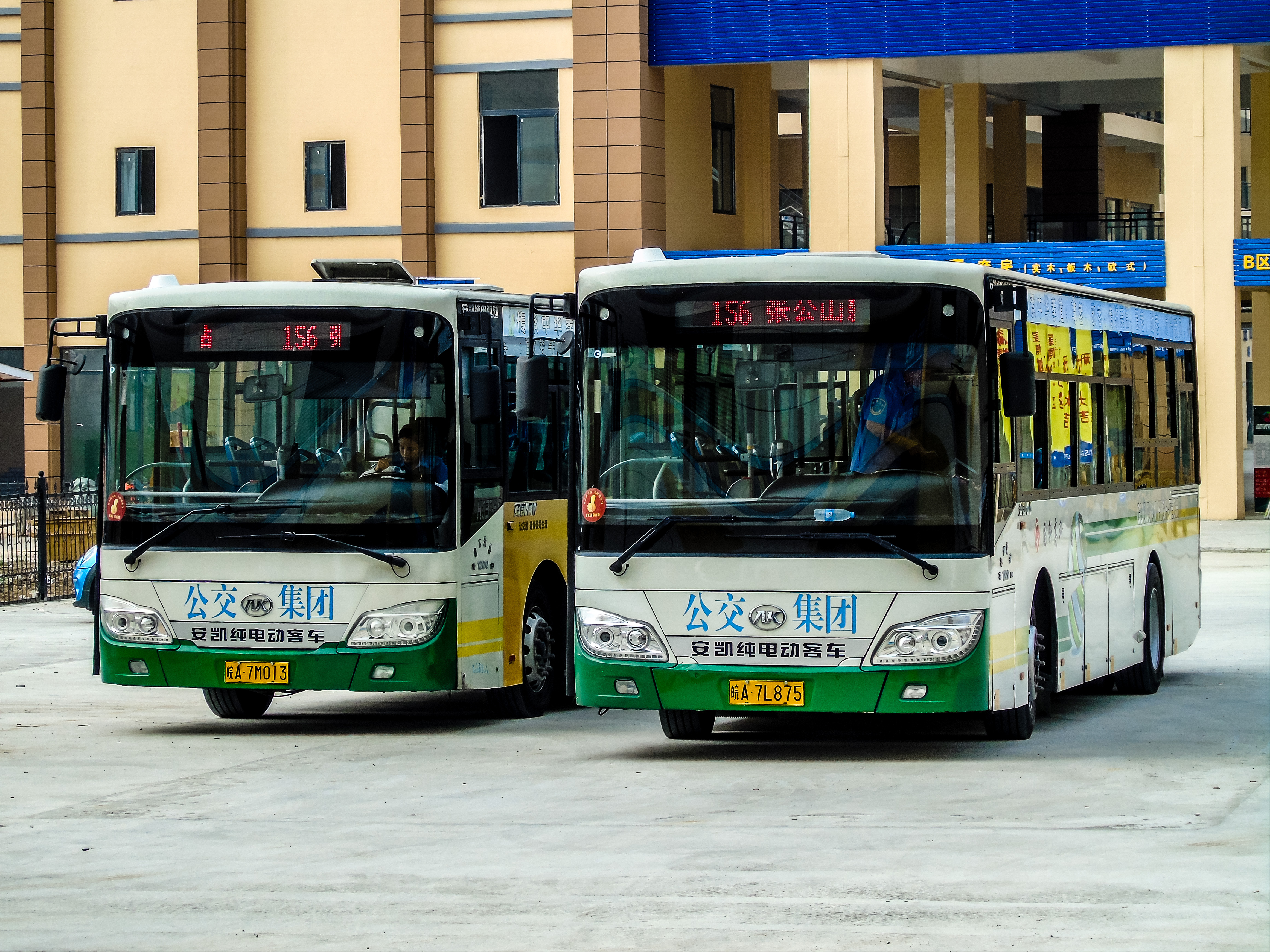
156路初期使用116路和环线退役车辆
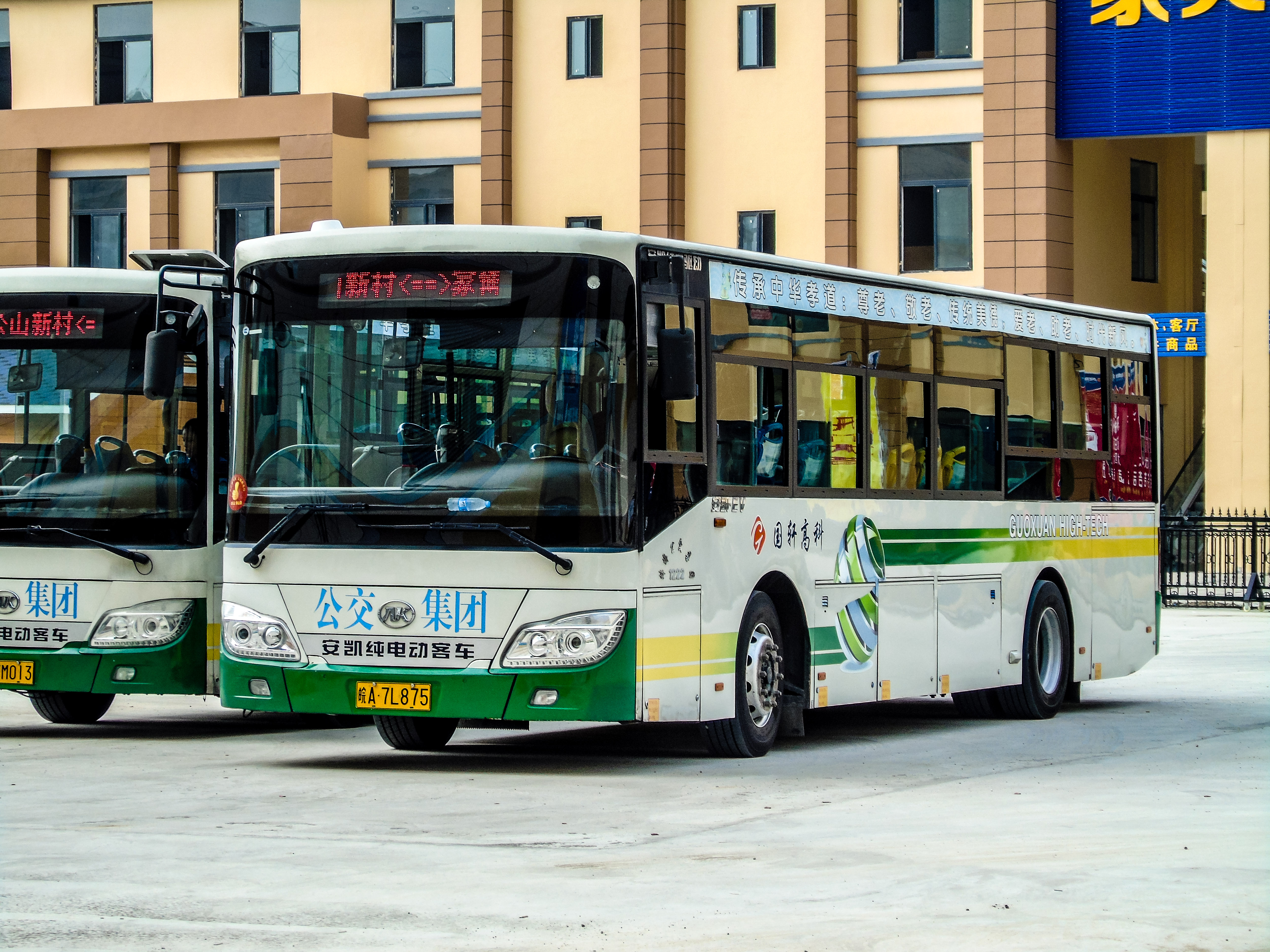
156路初期使用116路和环线退役车辆
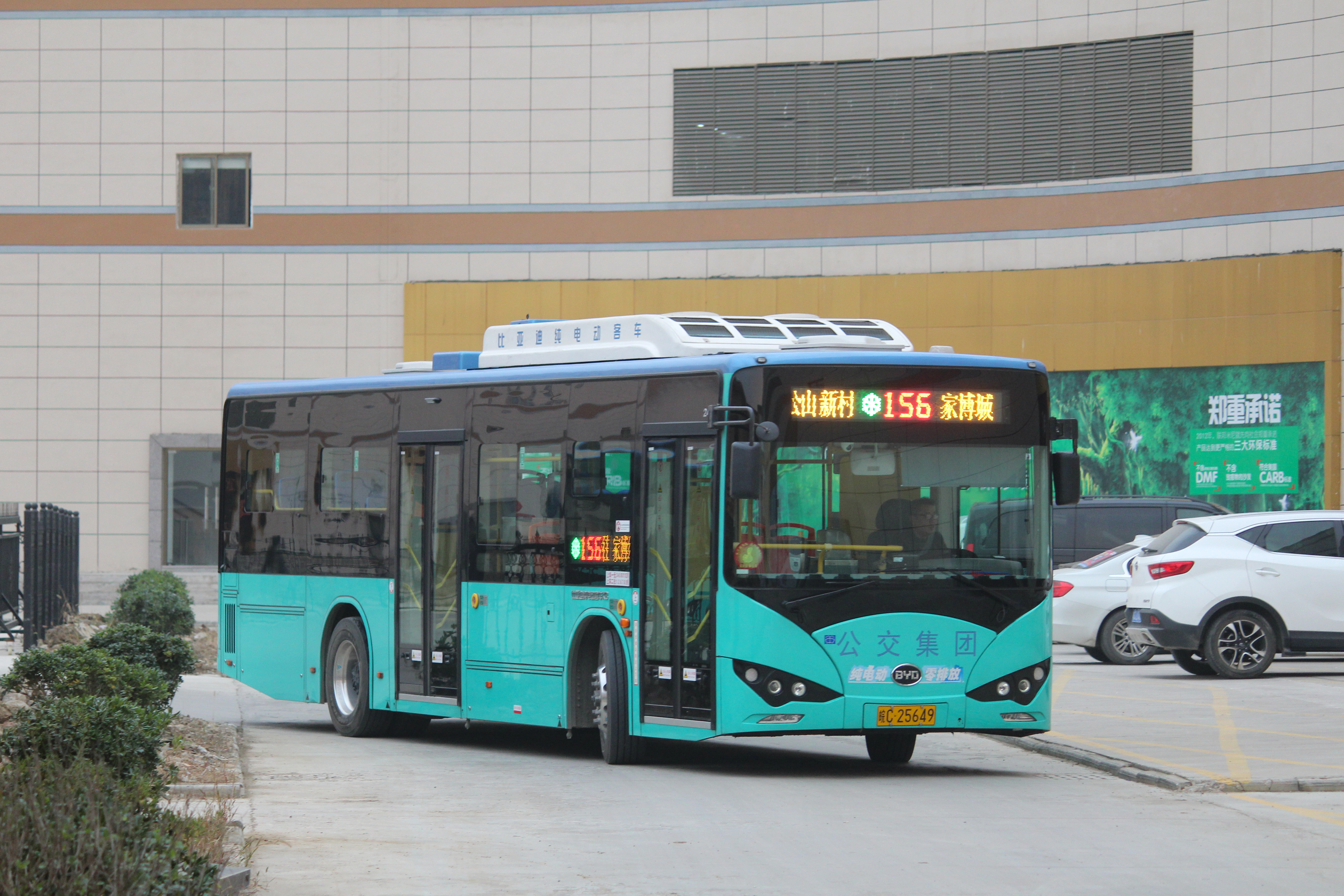
156路使用的115路更换的比亚迪K8型纯电动客车

- 2017年8月5日，蚌埠公交集团为进一步解决联盟国际家博城及蚌山跨境电子商务产业园等企业周边公交出行难题，公交集团结合我市“市域公交全覆盖”工作进展及蚌山区南片公共交通需求，开行张公山至家博城的156路公交线路。[4][5][6][7]
- 2017年8月6日，蚌埠公交集团从其他线路中抽调1台新购置的比亚迪K8A型纯电动空调车投入156路。因该线路尚未成熟且客流量有待考查，尚未大批投入新车。目前配车数为6台。除1台比亚迪纯电动客车外均为其他线路退役的安凯纯电动客车。[8]
- 2017年10月30日，蚌埠公交139路，156路投入115路更换的4台比亚迪K8型纯电动公交车。

## 站点

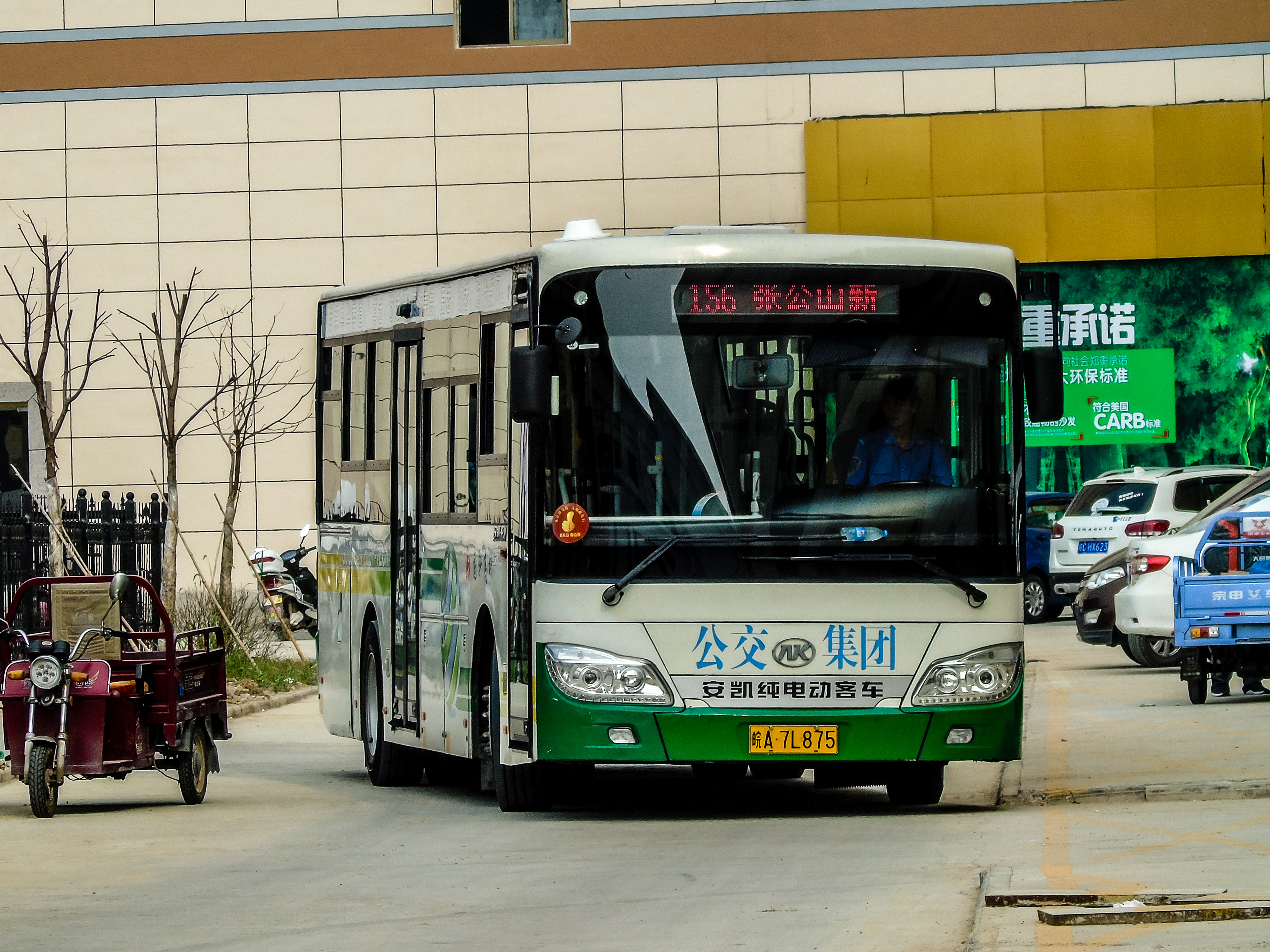
156路驶出家博城首末站

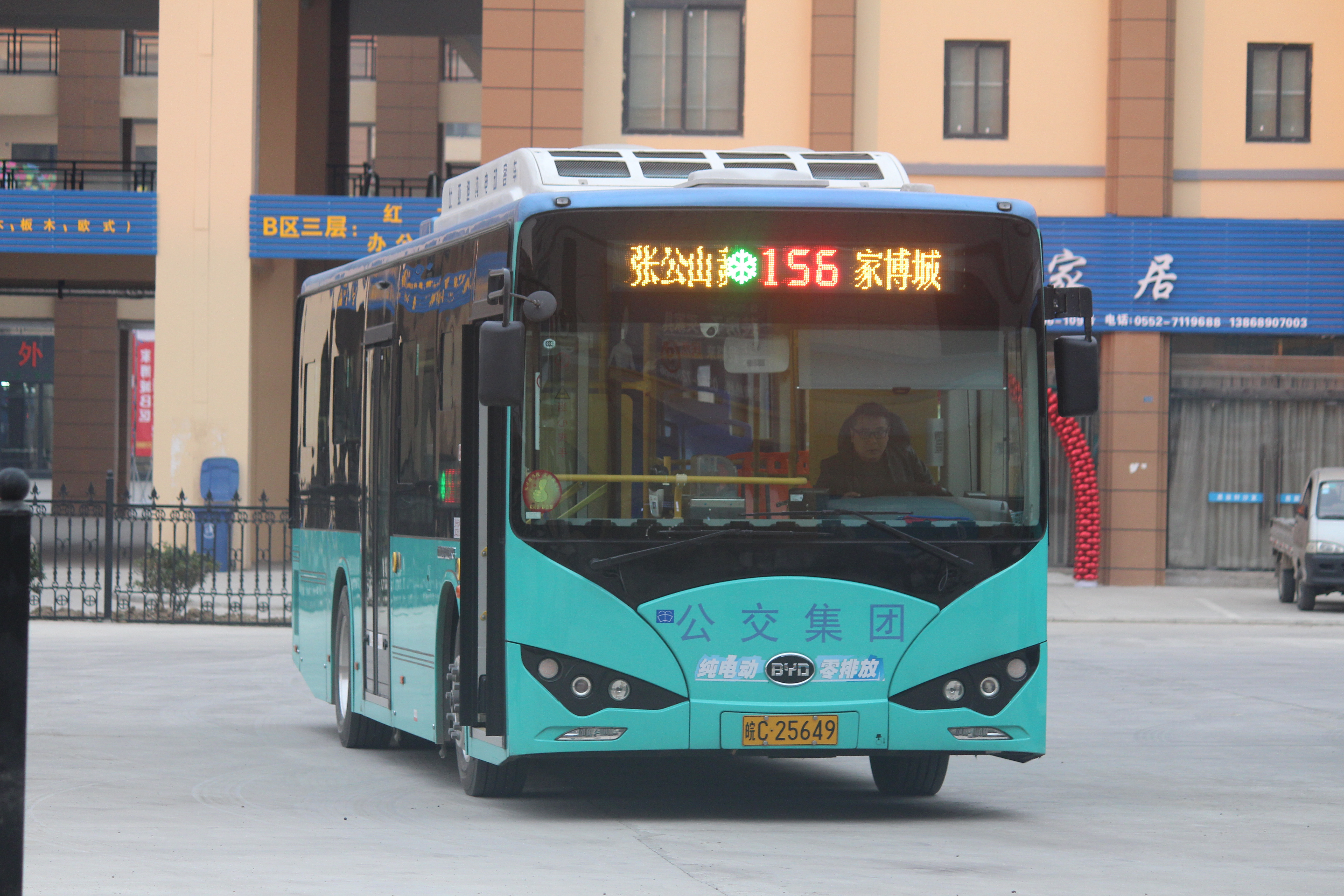
156路在家博城站内等候

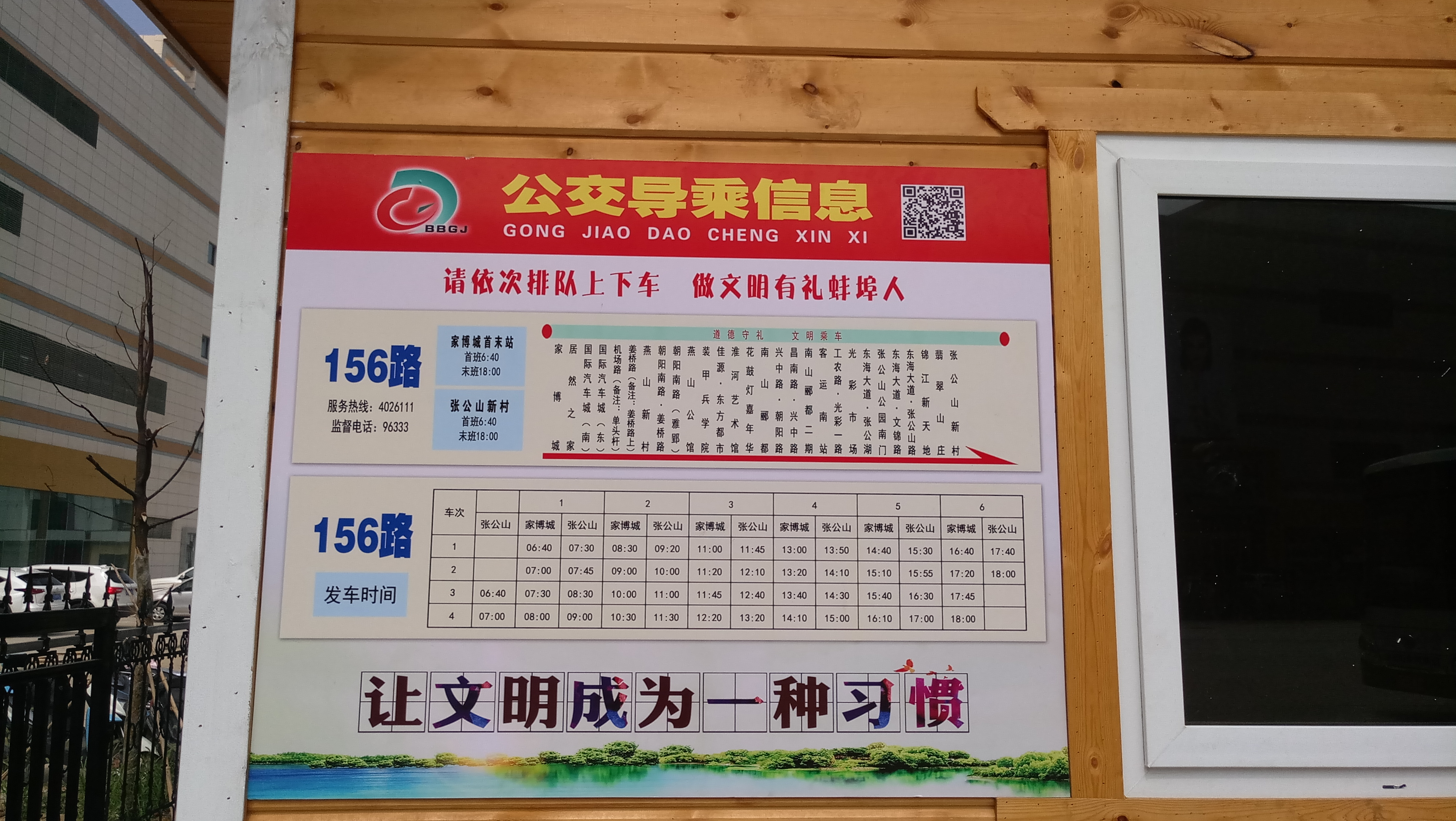
蚌埠公交156路站点及发车时间

### 途经站
- 往家博城 ： 张公山新村 - 翡翠山庄 - 锦江新天地 - 东海大道·张公山路 - 东海大道·文锦路 - 张公山公园南门 - 东海大道·张公湖 - 光彩市场 - 工农路·光彩一路 - 客运南站 - 南山郦都二期 - 昌南路·兴中路 - 兴中路·朝阳路 - 南山郦都 - 花鼓灯嘉年华 - 淮河艺术馆 - 佳源·东方都市 - 装甲兵学院 - 燕山公馆 - 朝阳南路·雅郢 - 朝阳南路·姜桥路 - 燕山新村 - 姜桥路 - 机场路 - 国际汽车城东 - 国际汽车城南 - 居然之家 - 家博城
- 往张公山 ： 家博城 - 居然之家 - 国际汽车城南 - 国际汽车城东 - 机场路 - 姜桥路 - 燕山新村 - 朝阳南路·姜桥路 - 朝阳南路·雅郢 - 燕山公馆 - 装甲兵学院 - 佳源·东方都市 - 淮河艺术馆 - 花鼓灯嘉年华 - 南山郦都 - 兴中路·朝阳路 - 昌南路·兴中路 - 南山郦都二期 - 客运南站 - 工农路·光彩一路 - 光彩市场 - 东海大道·张公湖 - 张公山公园南门 - 东海大道·文锦路 - 东海大道·张公山路 - 锦江新天地 - 翡翠山庄 - 张公山新村[9]

### 换乘站
以下内容均统计自：蚌埠市公共交通集团有限公司营运线路一览表
- 张公山新村 ： 104路 111路 116路 122路 133路 139路   中科电力专线
- 翡翠山庄 ： 120路 123路 133路
- 锦江新天地 ： 120路 123路
- 东海大道·张公山路 ： 120路 123路 133路 中科电力专线
- 东海大道·文锦路 ： 120路 133路
- 张公山公园南门 ： 123路 138路 209路
- 东海大道·张公湖 ： 123路 138路 微3路
- 光彩市场 ： 123路 136路 138路 微3路
- 工农路·光彩一路 ： 109路 118路 136路 303路
- 客运南站 ： 109路 118路 110路 130路 133路 140路 303路 209路 215路
- 南山郦都二期 ： 140路
- 昌南路·兴中路 ： 140路
- 兴中路·朝阳路 ： 140路
- 南山郦都 ： 103路 118路 130路 140路 215路
- 花鼓灯嘉年华 ： 118路 140路
- 淮河艺术馆 ： 118路
- 佳源·东方都市 ： 118路
- 装甲兵学院 ： 118路
- 姜桥路 ： 215路
- 机场路 ： 215路
- 居然之家 ： 215路

## 发车时间
该线路单程行车里程数较长且暂时配车较少，因此采用固定班次，后期待客流稳定后会固定发车间隔。以下为双向发车时间：
- 往家博城 ： 06:40 07:00 07:30 07:45 08:30 09:00 09:20 10:00 11:00 11:30 11:45 12:10 12:40 13:20 13:50 14:10 14:30 15:00 15:30 15:55 16:30 17:00 17:40 18:00
- 往张公山 ： 06:40 07:00 07:30 08:00 08:30 09:00 10:00 10:30 11:00 11:20 11:45 12:20 13:00 13:20 13:40 14:10 14:40 15:10 15:40 16:10 16:40 17:20 17:45 18:00

## 票价
- 未持卡乘客普通车投币1元，空调车投币2元。
- 持普通电子钱包卡普通车0.9元/次，空调车1.8元/次。
- 持学生月票卡普通车0.18元/次，成人卡0.36元/次，空调车加1元。
- 持老人卡、拥军卡、爱心卡的乘客免费乘车。[10]

## 资料来源
1. ↑  .   [2017-08-06]. （原始内容存档于2017-08-02）.
2. ↑  .   [2017-08-06]. （原始内容存档于2017-08-01）.
3. ↑  .   [2017-08-06]. （原始内容存档于2017-08-07）.
4. ↑  .   [2017-08-06]. （原始内容存档于2017-08-03）.
5. ↑  蚌埠公交又开新线路啦！156路公交车，看看可通你家 搜狐网[永久]
6. ↑  蚌埠公交即将开通156线路 安徽热线
7. ↑  .   [2017-08-06]. （原始内容存档于2017-07-31）.
8. ↑  蚌埠市区纯电动公交车上路 充电一次5个小时[永久]
9. ↑  .   [2017-08-06]. （原始内容存档于2017-07-08）.
10. ↑  .   [2017-08-06]. （原始内容存档于2018-03-09）.